# Bonnée (Fluss)
Die Bonnée ist ein Fluss in Frankreich, der im Département Loiret in der Region Centre-Val de Loire verläuft. Sie entspringt unter dem Namen Ruisseau de Ravoir im Staatsforst Forêt d’Orléans, im südwestlichen Gemeindegebiet von Montereau, entwässert generell Richtung Westnordwest und mündet nach rund 27 Kilometern im Gemeindegebiet von Germigny-des-Prés als rechter Nebenfluss in die Loire. In ihrem Unterlauf quert sie die Bahnstrecke Orléans–Gien. Im Mündungsabschnitt zweigt links der ehemalige Flussverlauf unter dem Namen Ancienne Bonnée ab, der durch das Ortsgebiet von Germigny-des-Pres führt und sich knapp vor der Mündung wieder mit dem Hauptfluss vereinigt.

## Orte am Fluss
(Reihenfolge in Fließrichtung)
- Les Gués, Gemeinde Ouzouer-sur-Loire
- Les Coteaux, Gemeinde Les Bordes
- Les Bouzeau, Gemeinde Les Bordes
- Le Pont de Bonnée, Gemeinde Bonnée
- La Planchotte, Gemeinde Bonnée
- Réveillon, Gemeinde Saint-Benoît-sur-Loire
- Saint-Aignan-des-Gués, Gemeinde Bray-Saint-Aignan
- Saint-Martin-d’Abbat
- Germigny-des-Prés